# Logisk sanning
Logisk sanning kallas en sats inom logiken, som är sann för varje tillordning av sanningsvärden till dess satssymboler. En närbesläktad term är "tautologi". Tautologier kan antingen ses som synonymt med, eller som ett exempel, på logisk sanning. 
Två exempel på logiska sanningar är: Lagen om det uteslutna tredje respektive Kontrapositionsregeln
{\displaystyle A\lor \lnot A}

{\displaystyle A\to B\leftrightarrow \lnot B\to \lnot A}